# Havas Henrik
Havas Henrik (született: Rokobauer Henrik, Újpest, 1949. június 25.) Táncsics Mihály-díjas magyar újságíró, műsorvezető, címzetes államtitkár, címzetes egyetemi docens, önkormányzati képviselő, a Budapest Média Intézet alapítója.

## Életpályája

### Tanulmányai
1967-ben pesterzsébeten a mai Kossuth Lajos kéttannyelvü gimnáziumban éretségizett,majd autóvillamossági műszerész végzetségett szerzett de dolgozott taxisként és gépkocsi vezetési oktatóként is. 1978-ban egy tehetségkutató versenyen mutatkozott be. Elvégezte a JATE Állam- és Jogtudományi Karát és a MÚOSZ újságíróiskoláját.

### Újságíróként
1979–1986 között a Magyar Rádió hírszerkesztőjeként dolgozott, 1985-től a Krónika című műsor szerkesztő-műsorvezetője, majd két év múlva főmunkatársa lett. Nagy szerepet vállalt a Szorító (1985, Tarnói Gizellával), Első kézből (1988, Forró Tamással), Jó reggelt, 168 óra című műsorokban is. 1994-ben elbocsátották, majd visszavették. 1995-ben kilépett a Magyar Rádióból, és a Rádió M műsorigazgatója volt. 2008-tól a Klubrádió műsorvezetője. Újságírói munkásságát Táncsics Mihály-díjjal jutalmazták. 1989 szeptemberétől 1990 márciusáig az MLSZ szóvivője volt.

### Televízió
1989–1998 között a Magyar Televízió Nap TV című műsorának műsorvezető-szerkesztőjeként mutatkozott be. Ezalatt az idő alatt több sajtóügynökség ügyvezető igazgatója volt. Az 1994-es médiaválság idején őt is elbocsátották a tévétől, majd rövidesen visszavették. 1995-ben Horn Gyula a Miniszterelnöki Hivatal kommunikációs ügyekkel megbízott címzetes államtitkárának nevezte ki, de hamarosan kiderült, hogy egyik jelöltje, Mihályi Endre sikkasztási ügybe keveredett. Havas emiatt a kinevezése után mindössze hat nappal stábjával együtt lemondani kényszerült. 1998–1999 között a Magyar Televízió vezető szerkesztőjeként dolgozott. 1999-től az RTL Klub munkatársaként dolgozott, a Heti Hetes egyik szereplője volt. Az ATV televíziós csatorna Havas a pályán című közéleti vitaműsorát vezette, amelyben Havas Henrik és négy vendége a hét izgalmas témáiról és aktuális eseményeiről beszélgettek. 2017 decemberében elbocsátotta az ATV, miután többen is szexuális zaklatással vádolták meg.

### Oktatás
1993-ban segített a JATE BTK kommunikáció szakának elindításban és a Szegedi JATE Médiatudományi Tanszékének létrehozásában. Ezenkívül a Budapesti Média Intézet alapító igazgatója volt, ahol a Sajtóműfajok elmélete nevű tárgyat oktatta.

### Politika
1989 októberében a Hazafias Népfront országos tanácsának tagja lett. Az 1990-es magyarországi országgyűlési választáson felkerült a Hazafias Választási Koalíció országos listájára.
Horn Gyula kormányában a Miniszterelnöki Hivatal kommunikációs ügyekkel megbízott címzetes államtitkára volt néhány napig 1995. november 1 és november 7. között. 2017. május 14-én Kisorosziban önkormányzati képviselővé választották. A 2019-es önkormányzati választáson nem indult.

## Magánélete, családja
Szülei: Havas Henrik és Prazsák Ida. Édesapja az ötvenes évek elején, politikai nyomásra változtatta meg nevüket a sváb eredetű Rokobaurerról Havasra.
1972-ben házasságot kötött Székelyi Máriával, akit már 17 éves kora óta ismert. Két gyermekük született: Henrik (1972) és Nikoletta (1974). Unokái Spanyolországban élnek, és az elmúlt időszakban felmerült, hogy feleségével ő is kiköltözik, hogy több időt tölthessenek együtt.

## Művei
- A láger – Traiskirchen, 1988 (Forró Tamással) (Háttér, 1988, ISBN 9637403086)
- Arad után – Ki tudja merre? (Forró Tamással) (Háttér, 1988, ISBN 9637403272)
- A Bős-Nagymaros dosszié – avagy egy beruházás hordalékai (Codex, 1988, ISBN 9630262126)
- Magyar irka – Anno '90 (Zöldi Lászlóval és Enyedi Nagy Mihállyal) (Rakéta, 1990)
- Havas Henrik–Végvári József: A Cég árulója; Szféra, Budapest, 1990, ISBN 9637917004
- Negyvenkilencesek. Beszélgetések; Alexandra, Pécs, 2001 (Alexandra Kiadó)
- Gaszner és Rihmer főorvos elmeosztálya (Alexandra, 2000, ISBN 9633685133)
- A bűnről és a bűnhődésről – 13 beszélgetés a rács mögött (Alexandra, 2001, ISBN 9633681081)
- Havas Henrik–Koncz István–Vujity Tvrtko: Aranyos lány; Alexandra, Pécs, 2002
- Szeretők; Alexandra Média Iroda, Pécs, 2002 (Tények és titkok)
- Pro Domo – avagy fejezetek a '80-as évek sajtótitkaiból (Alexandra, 2002, ISBN 9633679729)
- Kihívás és látomás. Egy próbafolyamat dokumentációja; szerk. Havas Henrik, fotó Kaiser Ottó fotók, riporter Veress Krisztina; Alexandra, Pécs, 2002, ISBN 9633681979
- Vesztő hely – Hogyan veszítsünk el egyetlen éjszaka több milliót/A tiltott és legális szerencsejátékok világa (Alexandra, 2003, ISBN 9633686415)
- Kurvaélet (Alexandra, 2003, ISBN 963368370X)
- Pornó 1. – Prűdek legyünk, vagy...?/hetero..., soft..., hard... (Alexandra, 2004, ISBN 9633675707)
- Pornó 2. – Prűdek legyünk, vagy...?/bizarr!... (Alexandra, 2004, ISBN 9633673828)
- Méhkirálynő (Kelemen Anna története) (I.A.T., 2007, ISBN 9789638747167)
- Havas story(k) 1. (Havas, 2008, ISBN 9789630643979)
- havashenrik.hu – Kedves Sanyi, Feri és a többiek... – A legdurvább blogokból (Magánkiadás, 2009, ISBN 9789630685399)
- A sztár, a lúzer és aki az anyját kereste – Molnár Anikó történetei (Magánkiadás, 2009, ISBN 9789630671903)
- Apám szép volt – Egy heroinista vallomása (Fencsik Tamással) (Havas, 2010, ISBN 9789638910004)
- Könyörtelenek – Életre ítélt gyilkosok (Libri, 2012, ISBN 9789633100905)
- Szeretők – Hálószobatitkok férfi és női szemmel (Almási Kittivel) (Libri, 2012, ISBN 9789633101582)
- Én vagyok (Noran Libro, 2013, ISBN 9786155274282)
- Az első számú közellenség; közrem. Szávuly Aranka; Libri, Budapest, 2015
- Vona Gábor – Újratervezés, Havas Kiadó, 2017, ISBN 9786158087407
- Havas Henrik–Radnai László: A magyar keresztapa; Art Nouveau, Pécs, 2019, ISBN 9786155104848
- Benkő Laci – A legendás billentyűs és az OMEGA története, Alexandra Könyvesház Kft. 2020, ISBN 9789634479093
- Pornósztár diplomával - A felnőttfilmes Oscaroktól a szexuális tanácsadásig, Alexandra Könyvesház Kft. 2022, ISBN 9789635824540
- A józanság szabadsága, Publio Kiadó, 2023 ISBN 9789634439370

## Műsorai és szerepei
- Nap TV (1989–1998)
- Heti Hetes (1999–2004)
- Perpatvar (1999–2000)
- Kössön belém! (2000)
- Legyen Ön is milliomos! (2001)
- Best of Heti Hetes (2001)
- Banánhéj, avagy túlélni Bagi-Nacsát (2003)
- Bajor-show (2004)
- Mokka (2004–2007)
- Buzera (2005)
- Fej vagy írás (2005)
- Nem a Te napod! (2006)
- Herce-Hurca (2008)
- Ötös – A beszélgetőtárs (2008)
- Esti Story (2009)
- Hőmérő (2009–2010)
- Tabu (2011–2012)
- Marslakók (2012)
- 3 menet Havas Henrikkel (2015–2016)
- Havas a pályán (2015–2017)
- Sztárban sztár (2015)
- Henrik angyalai (2016–2017)
- A nap híre (2017)
- Össztűz
- Közhang
- Ütköző
- Havas
- Havas a házban (2019–2020)
- Saller (2019–2022)
- Havas megmondja (2020–2022)
- Havas Henrik online (2022)
- Havas és Dömsödi (2023–2024)
- Heti Havas (2024–)
- Szorító (2024)

## Díjak, elismerések
- Táncsics Mihály-díj (1999)
- Kamera Hungária – legkedveltebb reggeli műsorvezető (2005)
- Aranyvekker-díj (2005)[2]